# Monmadalès
Monmadalès ist eine französische Gemeinde mit 80 Einwohnern (Stand 1. Januar 2022) im Département Dordogne in der Region Nouvelle-Aquitaine.

## Geografie
Die Gemeinde liegt im Süden des Périgord, etwa 15 Kilometer von Bergerac entfernt. An der nördlichen Gemeindegrenze verläuft der Fluss Conne.

## Bevölkerungsentwicklung
| Jahr      | 1962 | 1968 | 1975 | 1982 | 1990 | 1999 | 2006 | 2016 |
| Einwohner | 83   | 64   | 81   | 58   | 52   | 73   | 68   | 81   |

## Sehenswürdigkeiten
- Kirche Sainte-Madeleine